# Georg Denzler
Georg Denzler (* 19. April 1930 in Bamberg) ist ein deutscher römisch-katholischer Priester und emeritierter Professor der Theologie.

## Leben
Nach dem Abitur am Neuen Gymnasium in Bamberg studierte Denzler von 1950 bis 1955 an der Phil.-Theol. Hochschule in Bamberg Katholische Theologie und empfing am 31. Juli 1955 die Priesterweihe.
In den Jahren 1955 bis 1959 war er als Kaplan in Rehau, Scheßlitz, Forchheim und Schnaittach tätig. 1962 wurde er an der Ludwig-Maximilians-Universität München promoviert, 1967 habilitierte er sich im Fach Kirchengeschichte. Von 1967 bis 1971 war er als Dozent an den Hochschulen in München, Freising und Tübingen tätig. 1971 erhielt er einen Ruf auf einen Lehrstuhl für Kirchengeschichte an der Universität Bamberg. 1998 wurde Georg Denzler emeritiert.
Nach seiner Heirat 1973 wurde Denzler durch den Augsburger Bischof Josef Stimpfle, in dessen Diözese er als Pfarrer tätig war, vom Priesteramt suspendiert und seine kirchliche Lehrerlaubnis widerrufen. Er weigerte sich, in den Laienzustand zurückversetzt zu werden.
Am 3. Juni 2001 wurde ihm der 1001-Christen-Preis für kritisches Engagement in der Kirche durch die Pfarrgemeinde St. Michael in Schweinfurt verliehen. Am 31. Juli 2005 feierte er sein Goldenes Priesterjubiläum im Kreise seiner Familie, da er nicht zur kirchlichen Jubiläumsfeier eingeladen wurde.
Er ist verheiratet mit seiner ehemaligen Haushälterin und Mitarbeiterin, sie haben zwei Kinder.
Denzlers Lebensmotto lautet nach seiner Homepage die Worte von Theodor Seuss Geisel: Sei der, der du bist, und sag, was du fühlst! – Denn die, die das stört, zählen nicht – und die, die zählen, stört das nicht.

## Werke
- Kardinal Guglielmo Sirleto (1514–1585). Leben und Werk. Ein Beitrag zur nachtridentinischen Reform. (Münchener Theologische Studien, I. Historische Abteilung, Band 17; Hueber, München 1964)
- Tagebuch des Konzils. Die Arbeit der dritten Session (mit Luitpold A. Dorn) (Sailer, Nürnberg-Eichstätt 1965)
- Die Propagandakongregation in Rom und die Kirche in Deutschland im ersten Jahrzehnt nach dem Westfälischen Frieden. Mit Edition der Kongregationsprotokolle zu deutschen Angelegenheiten aus den Jahren 1649–1657 (Bonifacius, Paderborn 1969)
- 4 P.-P. Joannou: Die Ostkirche und die Cathedra Petri im 4. Jahrhundert. Bearbeitet von Georg Denzler (Päpste und Papsttum, Band 3; Hiersemann, Stuttgart 1972)
- W. Blasig / W. Bohusch: Von Jesus bis heute. 46 Kapitel aus der Geschichte des Christentums. Unter beratender Mitwirkung von Georg Denzler (Kösel, München 1973)
- Das Papsttum und der Amtszölibat, 2 Teilbände (Päpste und Papsttum, Band 5/I–II; Hiersemann, Stuttgart 1973–1976)
- August Bernhard Hasler: Wie der Papst unfehlbar wurde. Macht und Ohnmacht eines Dogmas. Mit einem Geleitwort von Hans Küng und einem Nachwort von Georg Denzler. (Für die Taschenbuchausgabe erweitert von Georg Denzler (Ullstein, Berlin 1981))
- Weshalb Priester? (Heyne, München 1982)
- Die Kirchen im Dritten Reich. Christen und Nazis Hand in Hand? (mit Volker Fabricius) Band 1: Darstellung, Band 2: Dokumente (Fischer, Frankfurt 1984)
- Widerstand oder Anpassung? Katholische Kirche und Drittes Reich (Piper, München 1984)
- zus. mit Ernst Ludwig Grasmück, Geschichtlichkeit und Glaube. Gedenkschrift zum 100. Todestag Ignaz von Döllingers. Erich Wewel Verlag, München 1990
- Die verbotene Lust. 2000 Jahre christliche Sexualmoral. 3. durchgesehene Auflage, Piper, München 1991, ISBN 3-492-11310-9
- Wörterbuch der Kirchengeschichte (mit Carl Andresen), 4. aktualisierte Auflage, dtv, München 1993, ISBN 3-423-03245-6
- Die Geschichte des Zölibats. Herder, Freiburg 1993, ISBN  3-451-04146-4
- Jesus, der Christus, und seine Kirche (mit Ernst Feil) (Anarche, Inning 1993)
- Christen und Nationalsozialisten. Darstellung und Dokumente. Mit einem Exkurs: Kirche im Sozialismus (mit Volker Fabricius) Fischer Taschenbuch, Frankfurt am Main 1993, ISBN 3-596-11871-9
- Christen und Nationalsozialisten. Darstellung und Dokumente. Mit einem Exkurs: Kirche im Sozialismus (mit Volker Fabricius) (Fischer Taschenbuch, Frankfurt, 2. Auflage 1995)
- Wörterbuch der Kirchengeschichte (mit Carl Andresen), 5. aktualisierte Auflage (dtv, München 1997)
- Lexikon der Kirchengeschichte. Über 700 Stichwort-Artikel (mit Carl Andresen) (Bechtermünz Verlag, Augsburg 1998)
- Widerstand ist nicht das richtige Wort. Katholische Priester, Bischöfe und Theologen im Dritten Reich. Pendo, Zürich 2003, ISBN 3-85842-479-X
- Wörterbuch Kirchengeschichte (mit Carl Andresen). Marix, Wiesbaden 2004, ISBN 3-937715-23-1
- Der Vatikan: Geschichte, Kunst, Bedeutung (mit Clemens Jöckle), Primus, Darmstadt 2006, ISBN 978-3-89678-573-2
- Das Papsttum. Geschichte und Gegenwart., 3. aktualisierte Auflage, Beck, München 2009, ISBN 3-406-41865-1
- Mein 44. Jahr – Rund um das Zölibatsgesetz. Persönliche Bilanz eines Kirchenhistorikers. Mit einer Bibliographie. 1. Auflage 2015, 2., korrigierte und erweiterte Auflage, LIT Verlag, Berlin-Münster 2016, ISBN 978-3-643-13212-3
- Georg Denzler, Heinz-Jürgen Vogels, Hans-Urs Wili (Hrsg.): Internationale Bibliographie zum Priesterzölibat (1520–2014). Ein Findbuch für Recherche und Diskussion. LIT Verlag, Berlin-Münster 2016, ISBN 978-3-643-13276-5
- Mutige Querdenker – der Wahrheit verpflichtet. Rundfunkportraits zu faszinierenden Gestalte(r)n der Kirchen- und Geistesgeschichte. LIT Verlag, Berlin-Münster 2016, ISBN 978-3-643-13406-6